# Zygodontomys
Zygodontomys (J. A. Allen, 1897) è un genere di roditori della famiglia dei Cricetidi.

## Descrizione

### Dimensioni
Al genere Zygodontomys appartengono roditori di piccole dimensioni, con lunghezza della testa e del corpo tra 95 e 155 mm, la lunghezza della coda tra 35 e 130 mm e un peso fino a 137 g.

### Caratteristiche craniche e dentarie
Il cranio presenta un rostro allungato, i margini della regione inter-orbitale convergono anteriormente, sono rialzati e si estendono posteriormente fino a confluire con una cresta sagittale ben sviluppata. Le placche zigomatiche sono larghe e con i margini dritti. Il palato è ampio e piatto, con due fori lunghi. Gli incisivi superiori sono lisci, stretti ed opistodonti, ovvero con le punte rivolte verso l'interno della bocca. 
Sono caratterizzati dalla seguente formula dentaria:

### Aspetto
La pelliccia può essere lunga e soffice oppure corta e ruvida. Le parti dorsali sono bruno-giallastre, rossastre o grigiastre, i fianchi sono grigiastri o giallastri mentre le parti ventrali variano dal bianco-grigiastro al grigio-giallastro. Le vibrisse sono corte, gli occhi sono piccoli. Le orecchie sono relativamente piccole. I piedi sono corti e sottili con le tre dita centrali molto più lunghe di quelle esterne. Alla base di ogni artiglio è presente un ciuffo di lunghi peli. Le piante hanno quattro cuscinetti carnosi. La coda è più corta della testa e del corpo, è cosparsa di pochi peli, marrone sopra e più chiara sotto. Le femmine hanno quattro paia di mammelle. Sono privi di cistifellea.

## Distribuzione
Il genere è diffuso nel Continente americano dalla Costa Rica al Brasile settentrionale. È presente anche sulle isole di Margarita e di Trinidad.

## Tassonomia
Il genere comprende 2 specie:
- Zygodontomys brevicauda
- Zygodontomys brunneus